# Мелуа, Аркадий Иванович
Арка́дий Ива́нович Мелуа (род. 7 февраля 1950, Казатин, Винницкая область) — советский и российский философ и историк науки, кандидат технических наук (1985), доктор философских наук (1991), Профессор (1993). Директор и главный редактор издательства энциклопедии «Гуманистика».

## Биография
Родился род. 7 февраля 1950 года в городе Казатин, Винницкая область.
В 1973 году без отрыва от воинской службы получил инженерное образование в Ленинградском инженерно-строительном институте.
В 1974 году окончил Отделение международных отношений Университета марксизма-ленинизма ЛГК КПСС. С 1969 года служил и работал на инженерных должностях на объектах Минобороны СССР.
В КПСС принят в 1970 году политотделом Дважды Краснознамённого Балтийского флота.
С 1974 года ведёт научно-исследовательскую работу. Участник советского проекта колонизации Луны и создания долговременной лунной базы (научный руководитель — главный конструктор КБОМ академик В. П. Бармин, куратор в Ленинграде — профессор Н. А. Крылов), автор одних из первых в стране изобретений специальных лунных сооружений, исследовательских приборов и методов исследований и защиты сооружений. Как учёный секретарь «лунной лаборатории» в Ленинграде был привлечён к организации работ и испытаний в ряде НИИ страны.
В конце 1970-х годов представил на международный симпозиум в Новосибирске доклад с предложениями по использованию космической технологии в гражданских отраслях; с этого времени началось его сотрудничество с академиками А. Л. Яншиным и В. П. Казначеевым. В одной из своих монографий впервые в СССР сформулировал методические принципы применения космических снимков в градостроительстве. Работал под руководством А. Л. Яншина в Научном совете по космическим исследованиям Сибири и Дальнего Востока, в Научном совете по биосфере при Президиуме АН СССР, в Комиссии по изучению природных ресурсов Земли из космоса (член бюро), в Комиссии по изучению научного наследия академика В. И. Вернадского, Комиссии по изучению творческого наследия Н. К. Рериха (председатель комиссии).
В конце 1970-х годов по программе подспутниковых исследований окружающей среды был одним из разработчиков методики и организатор лазернолокационных исследований воздушного бассейна в Ленинграде и Виннице (совместно с НИИ прикладных физических проблем БГУ и ЛенНИХИ). Участвовал под руководством В. П. Казначеева в исследованиях биополей и нетехнических сенсорных каналов передачи данных; организатор конференций по космической антропоэкологии. В 1980-е годы — участник научно-методического обеспечения экспериментов по десантированию крупных грузов в полярные районы (руководители группы профессор Н. П. Селиванов и полковник ВВС А. З. Сидоренко). Участвовал в войсковых учениях (1976, 1981).
Один из организаторов (совместно с академиком К. Я. Кондратьевым) и заместитель председателя Научного совета по космическим исследованиям для народного хозяйства при МКС АН СССР в Ленинграде.
В 1985 году защитил кандидатскую диссертацию по техническим наукам («Автоматизированные системы управления космическими объектами», первый официальный оппонент — К. Я. Кондратьев). В июне 1991 года в Академии общественных наук при ЦК КПСС защитил докторскую диссертацию по философии («Методология биосферных исследований»).
Член общественных научных обществ и академий: Российская инженерная академия, Санкт-Петербургская инженерная академия, Российская академия естественных наук, Европейская академия естественных наук, Российская академия космонавтики им. К.Э. Циолковского.
Автор, редактор, издатель более 1200 научных работ (изобретения, монографии, статьи и сборники, учебно-методические издания, энциклопедии), по проблемам мирного использования достижений космонавтики, экологии, истории науки и техники, специальных инженерных работ, а также некоторых аспектов развития финансового рынка в России в 1990-е годы.
Автор сценария 44-минутного кинофильма о В. И. Вернадском «Жизнь — явление космическое» (Леннаучфильм, 1988; совм. с режиссёром Л. М. Волковым). В соавторстве с В. Р. Мигуренко и В. Л. Станкевичем подготовил и опубликовал серию монографий о специалистах предприятия «Спецгидроэнергомонтаж», созданного в 1942 году для обеспечения блокадного Ленинграда электроэнергией (2008—2014). Автор биографической энциклопедии «Блокада Ленинграда» (1999).
Работал старшим научным сотрудником, директором филиала Института истории естествознания и техники РАН (1987—1995).
Учредитель (25 июня 1992) и генеральный директор (с 1995 г.) Научного издательства биографической международной энциклопедии «Гуманистика».
Инициатор изучения Нобелевского движения как социального феномена в истории науки и общества (1989). Деятельность Семьи Нобель рассматривает в контексте истории европейского общества второй половины XIX века — годы появления и развития Венской системы международных отношений. В сентябре 1989 года при участии посла СССР в Швеции Б. Д. Панкина обсудил в резиденции Нобелевского Фонда в Стокгольме планы изучения истории cемьи Нобель и предложил концепцию сооружения мемориального знака Альфреду Нобелю в Ленинграде у дома 24 на Петроградской набережной. Организовал конкурс на проектирование мемориального знака (1990). По согласованию с МИД СССР (куратор — Е. П. Рымко) пригласил на заседание жюри конкурса президента Нобелевского Фонда академика Л. Гилленстена, исполнительного директора барона С. Рамеля, главу семейства Нобель Sven Nobel (май 1990). После победы в конкурсе авангардного проекта (авторы С. Ю. Алипов, П. А. Шевченко, В. Н. Жуйков) организовал на средства Международного фонда истории науки сооружение мемориального знака и его открытие к 90-летию присуждения первой Нобелевской премии (октябрь 1991 года) (Решение Ленгорисполкома № 855 от 1 октября 1990 г.). Первым в СССР подписал основные документы по изучению наследия cемьи Нобель: с руководством Нобелевского фонда декларации о совместных действиях в этом направлении (1990, 1991); с Шведской Королевской академией наук о распространении в России информации о нобелевских лауреатах (1999). Сотрудничая с представлявшими Швецию в СССР и в России дипломатами Д.-С. Аландером, Т. Бертельманом, учёными М. Сольманом, С. Линдквистом и др., способствовал проведению совместных историко-научных исследований.
Организатор и спонсор издания на русском языке фундаментального каталога Музея Нобеля (автор — Ulf Larsson) к впервые проведённой в России выставке «Альфред Нобель. Сети инноваций» (2009, при участии президента Шведской Королевской академии наук С. Линдквиста). В 2011—2012 годах организовал в Хельсинки две выставки «Семья Нобель в России» (в 2012 году — совместно с Национальным Архивом Финляндии). После выпуска в свет 14-го тома «Документов жизни и деятельности Семьи Нобель» (2014) начал публикацию ранее малоизвестных архивов семьи Нобель из различных европейских стран. Провёл экспедиции по розыску и изучению артефактов деятельности и опыта мемориализации наследия Нобелей в Финляндии, Швеции, Германии, Италии, Франции, Чехии и др. странах.
Издатель серии нобелевских монографий, «Нобелевского обозрения» (на русском языке) и многотомного издания «Документы жизни и деятельности семьи Нобель». Ввёл в широкий научный оборот труды многих нобелевских лауреатов, в том числе Ивана Павлова, Ильи Мечникова, Василия Леонтьева, Ильи Пригожина, Матери Терезы. Его книги находятся в крупных библиотеках различных стран: БАН, РГБ, РНБ, Британская библиотека, Библиотека Конгресса США, Нью-Йоркская публичная библиотека, Библиотека Шведской Академии и др. Разработал и создал базу данных по нобелевской тематике: впервые обобщил многочисленные архивы семьи Нобель, хранящиеся в различных городах России и в других странах.
Основал серию биографических энциклопедий «Гуманистика», в 1990 году издал первый словник и программу биографической энциклопедии; автор и издатель первых вышедших в этой серии томов. Разработал и реализует план создания биографической базы данных и выпуска на её основе 100-томной Российской биографической энциклопедии (РБЭ) «Великая Россия» (председатель Наблюдательного совета — Я. Я. Голко), включая использование архивов русских диаспор в более чем 120 странах. В 2014 году опубликованы тт. 11-12 «Учёные-естественники немецкого происхождения» (сост. В. И. Гохнадель) и тт. 13-14 «Биографический словарь Библиотеки РАН» (ред. профессор В. П. Леонов). Предложил комплекс методов работы с терабайтными и петабайтными массивами данных при реализации плана создания РБЭ.
В 1993 году Президиумом РАН удостоен премии им. акад. А. П. Виноградова за монографию «Уроки экологических просчётов» (совм. с А. Л. Яншиным). Награждён государственными наградами (медали) и общественными знаками отличия.

## Семья
Дети: Анна (историк, библиограф), сыновья Анри (к.т. н., руководитель работ по цифровой полиграфии) и Александр (экономист, юрист, программист).

## Основные работы
- Мелуа А. И. Старт космической технологии. — М.: Наука, 1990. — 186 с.
- Уроки экологических просчётов / А. Л. Яншин, А. И. Мелуа. — М.: Мысль, 1991. — 429,[1] с.; 21 см; ISBN 5-244-00442-5
- Мелуа А. И. Ракетная техника, космонавтика и артиллерия: Биографическая энциклопедия. — СПб.: Гуманистика, 2005.  (недоступная ссылка)
- Мелуа А. И. Российская Биографическая Энциклопедия «Великая Россия» (серия). 2009—…
- Мелуа А. И. Документы жизни и деятельность семьи Нобель. (серия). 2009—…
- Мелуа А. И. Академия наук: Биографии. 1724—2024. — СПб.: Гуманистика, 2018-…
- Медики России. Биографии : предварительная редакция / А. И. Мелуа. — СПб.: Гуманистика, 2008. — 1016 с.
- Инженеры Санкт-Петербурга : [Энциклопедия] / А. И. Мелуа. — 2-е изд., доп. — СПб. ; М. : Изд-во Междунар. фонда истории науки, 1997. — 1040 с. : портр.; 27 см. — (Биографическая международная энциклопедия «Гуманистика»).; ISBN 5-86050-084-X (В пер.)
- Качество: Энциклопедия / А. И. Мелуа. — М.—СПб.: Гуманистика, 2001. — 559 с. — (Биографическая международная энциклопедия «Гуманистика»). — ISBN 5-86050-115-3
- Биографии учёных и инженеров в области приборостроения, изобретательства, экологии и нефтяной промышленности [энциклопедия] / А. И. Мелуа. — СПб.: Гуманистика, 2008. — 809 с.
- Санкт-Петербург. Биографии: в 3 томах / А. И. Мелуа. — СПб.: Гуманистика, 2006-. — ISBN 5-86050-249-4
- Приборостроители России: Энциклопедия / А. И. Мелуа; Под ред. С. Д. Бодрунова. — М.—СПб.: Гуманистика, 2001. — 767, [1] с. — ISBN 5-86050-139-0
- Геологи и горные инженеры России: [Энциклопедия] / А. И. Мелуа; Под ред. Н. П. Лаверова. — М.—СПб.: Гуманистика, 2000. — 703, [1] с. — (Биографическая международная энциклопедия «Гуманистика»). — ISBN 5-86050-124-2
- Энергетики России: энциклопедия / А. И. Мелуа; под ред. Д. А. Ивашинцова. — 2-е изд., доп. — М.—СПб.: Гуманистика, 2003. — 695, [1] с. — (Биографическая международная энциклопедия «Гуманистика»).
- Блокада Ленинграда: Энциклопедия / А. И. Мелуа; Под ред. С. Г. Гумена. — М.— СПб. : Гуманистика, 1999. — 671 с. — (Биографическая международная энциклопедия «Гуманистика»). — ISBN 5-86050-108-0
- Инженеры Санкт-Петербурга: Энциклопедия / А. И. Мелуа; Под ред. А. И. Федотова. — 3-е изд., испр. и доп. — М.—Спб.: Гуманистика, 2003. — 1095 с. — (Биограическая международная энциклопедия «Гуманистка»). — ISBN 5-86050-167-6